# Distinción cualitativa infinita
La distinción cualitativa infinita (en danés: den uendelige kvalitative forskel; en alemán: unendliche qualitative Unterschied), a veces traducido como diferencia cualitativa infinita, es un concepto acuñado por el filósofo danés Søren Kierkegaard. La distinción enfatiza los atributos muy diferentes de los hombres finitos y temporales y las cualidades infinitas y eternas de un ser supremo. Este concepto encaja en la tradición de la  teología apofática y, por lo tanto, está fundamentalmente en desacuerdo con las teorías teológicas que postulan un ser supremo capaz de ser plenamente entendido por el hombre. El teólogo Karl Barth hizo del concepto de distinción cualitativa infinita una piedra angular de su teología.

## Resumen
Para Kierkegaard, la comunicación directa con Dios es imposible, ya que Dios y el hombre son infinitamente diferentes. Sostiene que la comunicación indirecta con Dios es la única forma de comunicación. Por ejemplo, en la creencia  cristiana, la  Encarnación postula que Jesucristo es Dios encarnado. La distinción cualitativa infinita se opone a la teología racional en el sentido de que, mientras que la última argumenta que uno puede probar empíricamente que Jesús es Dios encarnado, la primera argumenta que la evidencia empírica es en última instancia insuficiente para llegar a esa conclusión. La naturaleza paradójica de la Encarnación, que Dios está encarnado en un hombre, es ofensiva para la razón y solo puede ser comprendida indirectamente, a través de la fe.
El libro de Barth   La Epístola a los Romanos  también enfatiza tal abismo. En el prefacio de la segunda edición de su comentario, Barth escribe, "si tengo un sistema, se limita al reconocimiento de lo que Kierkegaard llamó la 'distinción cualitativa infinita' entre el tiempo y la eternidad, y a mi consideración de esto como poseedor de un sistema negativo, así como un significado positivo: Dios está en el cielo, y tú estás en la tierra. La relación entre tal Dios y tal hombre, y la relación entre tal hombre y tal Dios, es para mí el tema de la Biblia y la esencia de la filosofía ".
Kierkegaard no cree que Dios sea tan objetivo con los seres humanos, sino que es el ser subjetivo absoluto. Lo expresó de esta manera en 1846: 

El pensador subjetivo es un dialéctico que se ocupa de lo existencial y tiene la pasión del pensamiento necesaria para aferrarse a la disyunción cualitativa. Pero, por otro lado, si lo cualitativo se aplica en vacío aislado, si se aplica al individuo de una manera totalmente abstracta, uno puede arriesgarse a decir algo infinitamente decisivo y ser bastante correcto en lo que dice, y sin embargo, ridículamente, no dirás nada en absoluto. Por tanto, es un fenómeno psicológicamente digno de mención que la disyunción absoluta pueda usarse de manera bastante falsa, precisamente con el propósito de evasión. Cuando se aplica la pena de muerte a todos los delitos, no se castiga en absoluto ningún delito. Así también en el caso de la medida cautelar. Aplicada de forma abstracta se convierte en una letra muda impronunciable, o si se pronuncia, no dice nada. El pensador subjetivo tiene a mano la disyunción absoluta; por tanto, como momento existencial esencial lo retiene con pasión de pensador, pero lo tiene como último recurso decisivo, para evitar que todo se reduzca a diferencias meramente cuantitativas. Lo mantiene en reserva, pero no lo aplica de modo que recurra a él de manera abstracta para inhibir la existencia. De ahí que el pensador subjetivo agregue a su equipo, pasión, estética y ética, lo que le da la concreción necesaria. Todos los problemas existenciales son problemas pasionales, pues cuando la existencia se interpenetra con la reflexión genera pasión. 
- Søren Kierkegaard, Posdata final no científica, 1846 p. 313 Swenson 1941

### Textos primarios
- Kierkegaard, Søren (1985). Philosophical Fragments. Princeton. ISBN 978-0-691-02036-5. (requiere registro).
- Kierkegaard, Søren (1992). Concluding Unscientific Postscript. Princeton. ISBN 978-0-691-02081-5.
- Kierkegaard, Søren (1983). The Sickness Unto Death. Princeton. ISBN 978-0-691-02028-0.
- Kierkegaard, Søren (2004). Training in Christianity. Vintage. ISBN 978-0-375-72564-7.
- Kierkegaard, Søren (1990). For Self-Examination. Princeton. ISBN 978-0-691-02066-2. (requiere registro).
- Barth, Karl (1968). The Epistle to the Romans. Galaxy. ISBN 0-19-500294-6.
- Barth, Karl (2004). Church Dogmatics. T&T Clark. ISBN 0-567-05809-3.

### Obras secundarias
- Pattison, George (2005). The Philosophy of Kierkegaard. McGill-Queen's. ISBN 0-7735-2987-X.
- Lowe, Walter (1993). Theology and Difference. Blackwell. ISBN 0-253-33611-2.

- Datos: Q6029869